# Брицке, Зигфрид
Зигфрид Брицке (нем. Siegfried Brietzke; род. 12 июня 1952, Росток, Мекленбург) — немецкий гребец, выступавший за сборную ГДР по академической гребле в 1970-х годах. Трёхкратный олимпийский чемпион, четырёхкратный чемпион мира, победитель многих регат национального и международного значения.

## Биография
Зигфрид Брицке родился 12 июня 1952 года в городе Росток, ГДР. Проходил подготовку в Лейпциге в местном спортивном клубе DHfK.
Впервые заявил о себе в гребле в 1970 году, выиграв золотую медаль в распашных рулевых двойках на юниорском мировом первенстве в Греции.
Первого серьёзного успеха на взрослом международном уровне добился в сезоне 1972 года, когда вошёл в основной состав восточногерманской национальной сборной и благодаря череде удачных выступлений удостоился права защищать честь страны на летних Олимпийских играх 1972 года в Мюнхене. Вместе с напарником Вольфгангом Магером занял первое место в распашных двойках без рулевого и тем самым завоевал золотую олимпийскую медаль.
Был лучшим в безрульных двойках на чемпионате ГДР 1973 года, однако на чемпионате Европы в Москве попасть в число призёров не смог, показав в данной дисциплине лишь четвёртый результат.
В 1974 году в безрульных четвёрках одержал победу на чемпионате мира в Люцерне. Год спустя на аналогичных соревнованиях в Ноттингеме повторил это достижение в той же дисциплине.
Принимал участие в летних Олимпийских играх 1976 года в Монреале. На сей раз выступал в составе четырёхместного безрульного экипажа совместно с партнёрами Андреасом Деккером, Штефаном Земмлером и Вольфгангом Магером — вновь был лучшим и добавил в послужной список ещё одно олимпийское золото.
После монреальской Олимпиады Брицке остался в основном составе восточногерманской национальной сборной и продолжил принимать участие в крупнейших международных регатах. Так, в 1977 году он победил в безрульных четвёрках на чемпионате мира в Амстердаме.
В 1978 году побывал на мировом первенстве в Карапиро, откуда привёз награду серебряного достоинства, выигранную в зачёте безрульных четвёрок — уступил в финале только экипажу из СССР.
На чемпионате мира 1979 года в Бледе вновь одержал победу в безрульных четвёрках, став таким образом четырёхкратным чемпионом мира по академической гребле.
Находясь в числе лидеров гребной команды ГДР, благополучно прошёл отбор на Олимпийские игры 1980 года в Москве — в составе экипажа, куда также вошли гребцы Андреас Деккер, Штефан Земмлер и Юрген Тиле завоевал золотую медаль в программе безрульных четвёрок. Тем самым он вошёл в число десяти гребцов, кому удавалось выиграть Олимпиаду трижды. За это выдающееся достижение по итогам сезона был награждён золотым орденом «За заслуги перед Отечеством» с пряжкой.
Завершив спортивную карьеру, вплоть до 1988 года работал тренером в своём гребном клубе в Лейпциге. В период 1981—1993 годов состоял в Национальных олимпийских комитетах ГДР и воссоединившейся Германии.
Впоследствии выяснилось, что Брицке являлся внештатным сотрудником Министерства государственной безопасности ГДР — под кодовым именем Чарли он должен был докладывать о любом инакомыслии среди коллег по национальной сборной.